# Alun Owen
Alun Owen (* 24. November 1924 in Menai Bridge, Wales; † 6. Dezember 1994 in London, England) war ein britischer Drehbuchautor.

## Leben
Alun Owen arbeitete zunächst als Assistenzinspizient in einem Theater und kam dadurch mit der Schauspielerei in Berührung. Ab 1952 spielte er kleinere Rollen in Fernsehserien und -filmen. 1959 begann er als Drehbuchautor. Seine ersten Drehbücher sendete er an den Sender BBC. Sein erstes selbst verfasstes Stück, Progress to the Park, wurde für das Radio aufgenommen und später auch im West End aufgeführt. Ein weiteres Stück, The Rough and Ready Lot wurde von BBC für das Fernsehen produziert. 1960 verfasste er mit The Criminal sein erstes Drehbuch für einen Spielfilm, das auf der Storyline von Jimmy Sangster aufbaute.
Als Richard Lester beim ersten Film der Beatles Regie führen sollte, engagierte er Owen, mit dem er bereits bei ITV zusammengearbeitet hatte. Das Drehbuch brachte ihm 1965 eine Oscar-Nominierung für das beste Originaldrehbuch ein. Trotz dieses Erfolgs arbeitete Owen weiterhin vornehmlich im Fernsehbereich und verfasste Drehbücher für eine Vielzahl von Fernsehserien wie Theatre 625, ITV Saturday Night Theatre oder ITV Sunday Night Drama.
In den 1980er Jahren verfasste er keine Drehbücher mehr für das Fernsehen. Das letzte schrieb er für die 1990 ausgestrahlte Miniserie Come Home Charlie and Face Them.

## Filmografie (Auswahl)
Als Drehbuchautor
- 1960: Die Spur führt ins Nichts (The Criminal)
- 1964: Yeah! Yeah! Yeah! (A Hard Day’s Night)

Als Schauspieler
- 1963: Der Diener (The Servant)